# Комунистичка партија Јужног Судана
Комунистичка партија Јужног Судана је политичка партија која делује у Јужном Судану. Основана је у јуну 2011. године, када су се јужни огранци Комунистичке партије Судана одвојили од матичне партије услед проглашења независности Јужног Судана. Основање нове партије објављено је на конференцији у седишту Комунистичке партије Судана у Картуму. Генерални секретар партије је Џозеф Вол Модесто.